# Pittsburgh Railways Co.

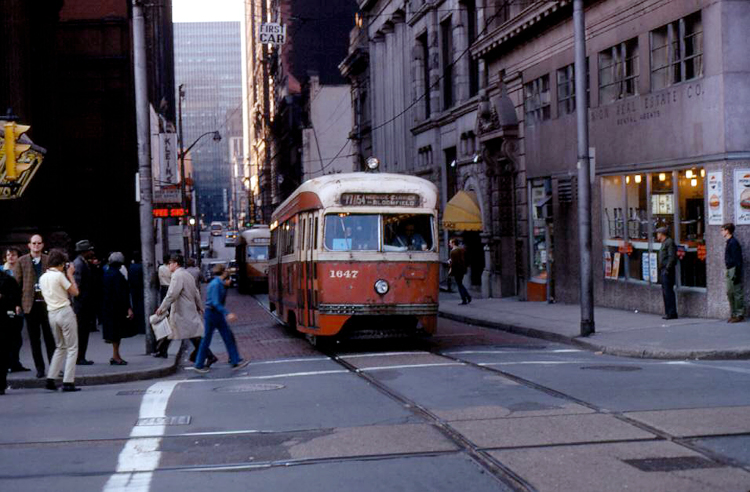
PCC 1647 op lijn 77/54 – Downtown Pittsburgh

Pittsburgh Railways Co. is een tramvervoersbedrijf in de Amerikaanse stad Pittsburgh (Pennsylvania).

## Algemeen
Door een uitvinding van Frank J. Sprague (1857 – 1934) was in de Verenigde Staten openbaar vervoer met behulp van elektrische tractie ongeveer 10 jaar eerder beschikbaar dan in Europa.
In 1885 paste hij de installatie van elektrische motoren onder een tramwagen binnen de afmetingen van een draaistel toe. Deze uitvinding wordt tot op heden nog gebruikt.
Al in 1888 reed in het stadje Richmond, Va. een tram door middel van elektrische voeding. De wagens kregen hun stroom door middel van een bovenleiding van koper waartegen een trolley werd gedrukt. Deze trolley – een wieltje dat op de leiding drukt en daardoor meerolt – werd tegen de bovenleiding gedrukt door een metalen staaf – een 'trolley pole' – en deze was weer verbonden met de elektrische motoren onder de tram.
Isolatie voorkwam dat de passagiers in de wagen werden geëlektrocuteerd.
Al rond 1895 had iedere stad van betekenis in de Verenigde Staten een elektrische tram. Deze was vaak het enige vervoermiddel – naast paard en wagen – om vanuit de buitenwijken in het stadscentrum te komen. De tram zorgde ervoor dat er buitenwijken konden worden gebouwd en de steden ondervonden een enorme expansie.
Al in de Eerste Wereldoorlog was het vervoermiddel tram – of 'trolley', of 'streetcar' – zoals de Amerikanen ze noemden – op zijn grootste omvang gekomen. In het hele land waren er toen meer dan 60.000 trams, rond 26.000 mijl (bijna 42.000 km) aan spoor. Er was tot dan zo'n 4 miljard dollar geïnvesteerd.
Er werden jaarlijks ongeveer 11 miljard passagiers vervoerd en de inkomsten waren opgeteld ongeveer 600 miljoen dollar. Iedere metropool, grote stad, stad en groot dorp had wel een trambedrijf. Merendeels in privé handen. Er waren meer dan 1000 trambedrijven. Daarnaast reden in het land ook nog allerlei 'Interurbans' die het vervoer – vaak over zeer grote afstanden – tussen belangrijke steden en handelscentra verzorgden. Ze deden dit in directe competitie met de trein.

## Enkele grote trambedrijven

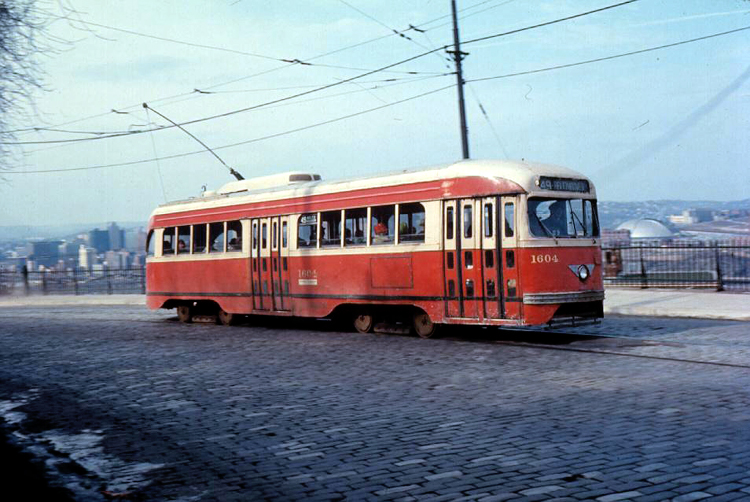
PCC 1604, lijn "49 – Beltzhoover"

- In 1913 ontstond Chicago Surface Lines (later Chicago Transit Authority) en begin 1920 bezat deze maatschappij 1070 mijl (1720 km) sporen, 3500 trams en vervoerde 1,5 miljard passagiers jaarlijks.
- Public Service Co. of New Jersey, gevormd uit meer dan 100 bedrijfjes in 1903. Uiteindelijk meer dan 900 mijl (1450 km) spoor op lokale en interlokale lijnen naar 147 verschillende gemeentes en 2500 wagens die jaarlijks 400 miljoen passagiers vervoerden.
- Philadelphia Transportation Co., opgericht in 1902. Uiteindelijk in 1923 bijna 700 mijl (1125 km) aan spoor op lokale en interlokale lijnen, 3000 wagens die jaarlijks 700 miljoen passagiers vervoerden.
- Al in 1891 ontstond de Twin City Rapid Transit Co. die opereerde in en tussen de twee agglomeraties Minneapolis en Saint Paul. Een bedrijf met 530 mijl (850 km) spoorlengte en 1000 trams ontstond in een zeer korte tijd.
- Brooklyn & Queens Transit bediende in 1930 met 1800 wagens 300 mijl (480 km) aan sporen.
- Cleveland Transit System, opgericht door de samenvoeging, in 1903, van twee elkaar concurrerende trambedrijven in de stad bereikte een grootte van 415 mijl (670 km), had 1500 wagens die jaarlijks 87 miljoen passagiers vervoerden.
- De Pittsburgh Railways Co. bereikte op haar hoogtepunt een lengte van 600 mijl (965 km) en had 1600 wagens ter beschikking.

## PittsburghSteel City,Heinz City

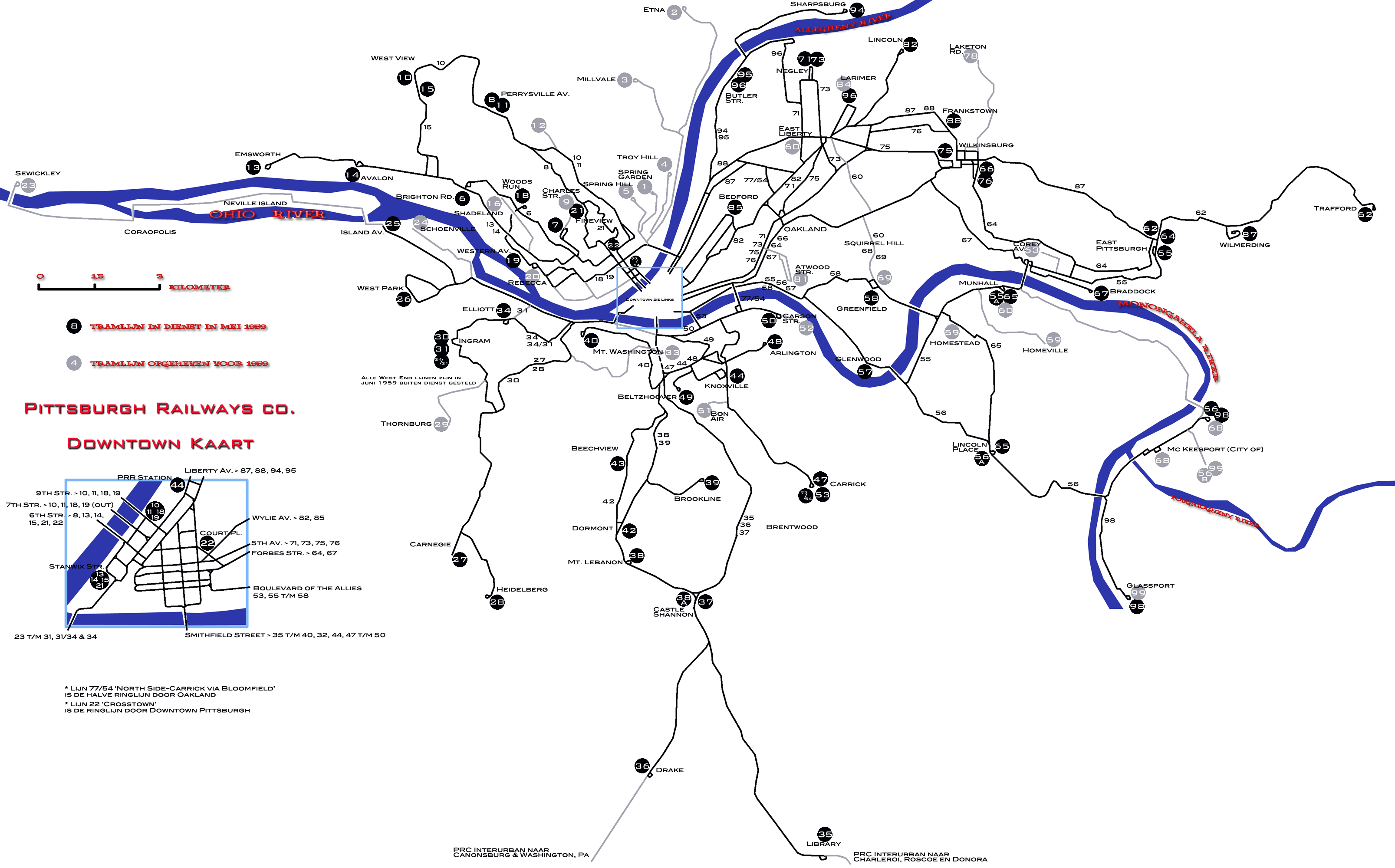
Het tramnet van PRC in 1959.

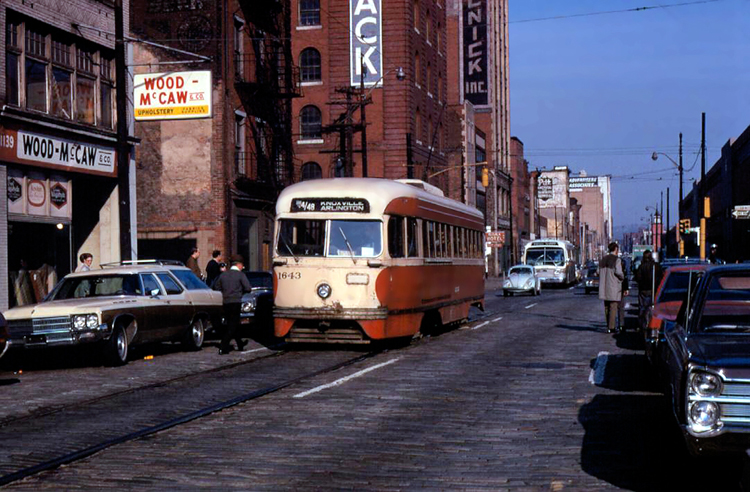
PCC 1643, lijn 44/48

De oorsprong van Pittsburgh Railways Co. (PRC) kan teruggeleid worden tot 1859 toen een paardentramlijn in dienst werd gesteld over de Penn Avenue in Pittsburgh. De spoorwijdte was gesteld op 5 foot en 2 ½ inch zoals in veel steden in Pennsylvania. Het heuvelachtige karakter van de stad zorgde ervoor dat er vele inventieve oplossingen werden gevonden om hoger gelegen woonwijken te ontsluiten. Er kwam door kabels getrokken wagen voor maar ook tandradlijnen. In Pittsburgh noemde men deze vervoermiddelen 'inclines'.
Als voorbeeld voor de bijzondere omstandigheden voor de aangelegde tramlijnen kan lijn "21 – Fineview" worden aangevoerd die een heuvel van 12,6% over de Henderson Street moest overwinnen.
Al in 1918 bereikte PRC met een totale lengte van 600.18 mijl haar grootste tramnetwerk. Op dat moment werd van meer dan 1600 tramwagens gebruikgemaakt.
In 1940 waren bijna alle tramlijnen – in tegenstelling tot vele andere bedrijven die in de jaren 1920 al waren opgeheven of drastisch ingekrompen – nog intact. PRC was een van de eerste maatschappij die in het Presidents' Conference Committee-Car (PCC-Car) concept geloofde en toen de Tweede Wereldoorlog uitbrak, reden er in Pittsburgh al 301 PCC-cars en waren er nog 100 besteld. Omdat de omgeving van Pittsburgh door de Amerikaanse overheid was aangewezen als belangrijk industriegebied – onder meer staalfabricage – had men in Pittsburgh geen last van het feit dat nieuwe trams maar mondjesmaat konden worden afgeleverd. Daardoor konden in 1942, 65, en in 1944 nog eens 100 PCC Cars – ook wel 'Streamliners' genoemd –worden besteld.

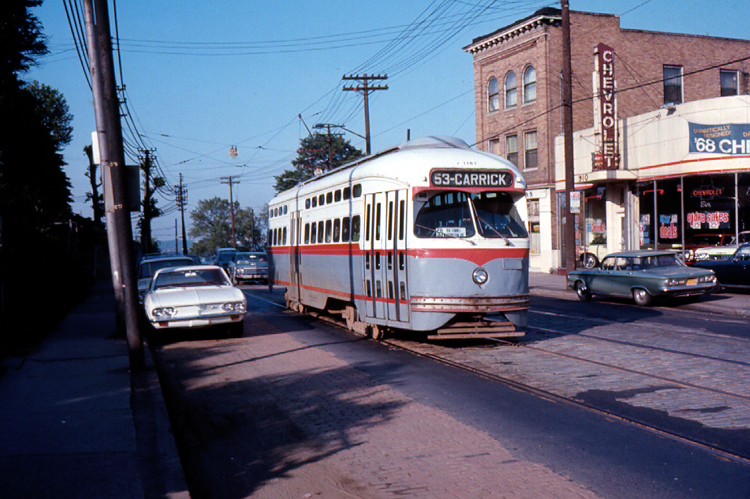
PCC op lijn "53 – Carrick"

De 200 PCC-wagens die na de 2de Wereldoorlog in dienst gesteld werden meegeteld was het maximum aan PCC-cars 666. De op een na grootste hoeveelheid in de VS na. Chicago had er nog meer. Op ongeveer 250 tramwagens na werden in Pittsburgh na de 2de Wereldoorlog alleen nog PCC-cars ingezet. Dit duurde tot halverwege de jaren 1950.
Omdat de toename van privé verkeer ook in Pittsburgh ervoor zorgde dat de hoeveelheid vervoerde passagiers per jaar daalde, kneep PRC in de dienstregeling – minder trams per uur – en werden onrendabele tramlijnen opgeheven. De schitterende interlokale lijnen naar Washington, PA. en Charleroi/Roscoe waren in 1953 een van de eerste slachtoffers. Korte tramlijnen werden ook opgeheven zoals lijn "51 – Bon air", lijn "59 – Homeville" en lijn "20 – Reedsdale". Een andere belangrijke inkrimping was de opheffing van de lijnen "2 – Etna" en "3 – Millvale" naar het noorden van de stad in 1952.
In 1956 was al het oude materiaal uit dienst gegaan en werd het hele tramnet met PCC-cars geëxploiteerd. Er was toen nog ongeveer 300 mijl (480 km) van over. Vanaf 1957, toen 3 tramlijnen in de Northside werden opgeheven ("1 – Spring Garden", "4 – Troy Hill" en "5 – Rhine") begon een langzame aftakeling in het voordeel van de (toen superieur geachte) dieselbus. Vele vernieuwingen van bruggen over de rivieren de Allegheny en de Monongahela werden aangegrepen om er geen tramsporen meer op aan te leggen en zo verdwenen lijnen over de Point Bridge (de lijnengroep 24 – 34) en de Sharpsburg Bridge (lijn "94 – Sharpsburg).

## Vanaf 1964
Als private partij wist PRC dat de stad op enigerlei moment zou besluiten het belang in het openbaar vervoer in de stad over te nemen en dit moment kwam in 1964. In dat jaar werd PRC opgeheven en werd The Port Authority of Allegheny County opgericht die al het openbaar vervoer in de regio ging exploiteren.
Tussen dat jaar en 1974 werden massaal tramlijnen opgeheven en kwam de dieselbus op de voorgrond. Slechts de 3 lijnen naar het zuiden van de stad werden gespaard. Een van de hoofdredenen was dat deze stadsdelen bereikt werden door een lange tunnel – de South Hills Tunnel – waar alleen trams konden rijden. De lijnen "35 – Lbrary", "36 – Drake" en "42 – Dormont" bleven bestaan en er kwam een nieuwe verbinding om de South Hills heen – ook voor calamiteiten in de tunnel bedacht – lijn "49 – Arlington - Warrington".
In de jaren 1980 werden de lijnen verbouwd tot lightrailstandaard waardoor het karakter als tram meer en meer verdween. Geheel op Amerikaanse manier werd aandacht besteed aan 'groot' en ging de infrastructuur op treindiensten lijken. Downtown Pittsburgh werd verrijkt met een tramtunnel met 4 stations en een kleine aftakking naar Penn Station. Nieuwe enkelgelede lightrailvoertuigen werden aangeschaft.  In 2005 bestond het net uit de volgende lijnen: 

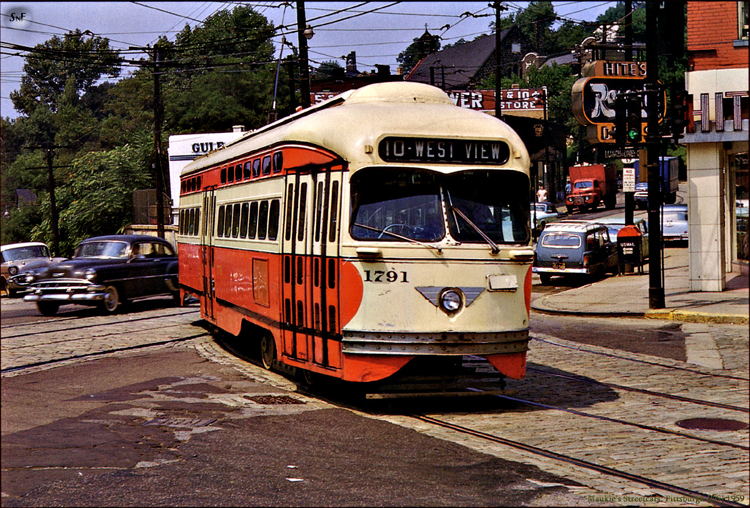
PCC 1791, lijn "10 West View

- "42L – Library",
- "42S – South Hills Village",
- "52 – Overbrook".

## Lijnnummersystematiek
In Pittsburgh werd een systeem voor de lijnnummers ontworpen dat op weinig andere plaatsen werd ingevoerd. Dat was nodig omdat Pittsburgh, in tegenstelling tot vele Amerikaanse steden, een Europees stratenpatroon heeft. Er kon niet volstaan worden met een aanduiding van een avenue of straat zoals bijna overal elders.
Net als in Wenen werd een systeem gehanteerd waarbij tegen de klok in de hoogte van de lijnnummers toenam. Alle tramlijnen tussen 1 en 22 reden naar het noorden en noordwesten van de stad. Alle nummers tussen 23 en 34 bedienden het zuidwesten, 35 tot 49 was voor het zuiden, 55 tot 68 reden naar het oosten, 71 tot 88 naar het noordoosten en 94 tot 96 naar het noorden, oostwaarts van de Allegheny. De nummers 98 en 99 waren gereserveerd voor korte lokale lijnen in de gemeente McKeesport.

## PCC types
- 1937: Nummers 1000 – 1099,
- 1938: 1100 – 1199,
- 1940: 1200 – 1299,
- 1942: 1400 – 1499,
- 1945: 1500 – 1564,
- 1945: 1600 – 1699,
- 1948: 1700 – 1799.

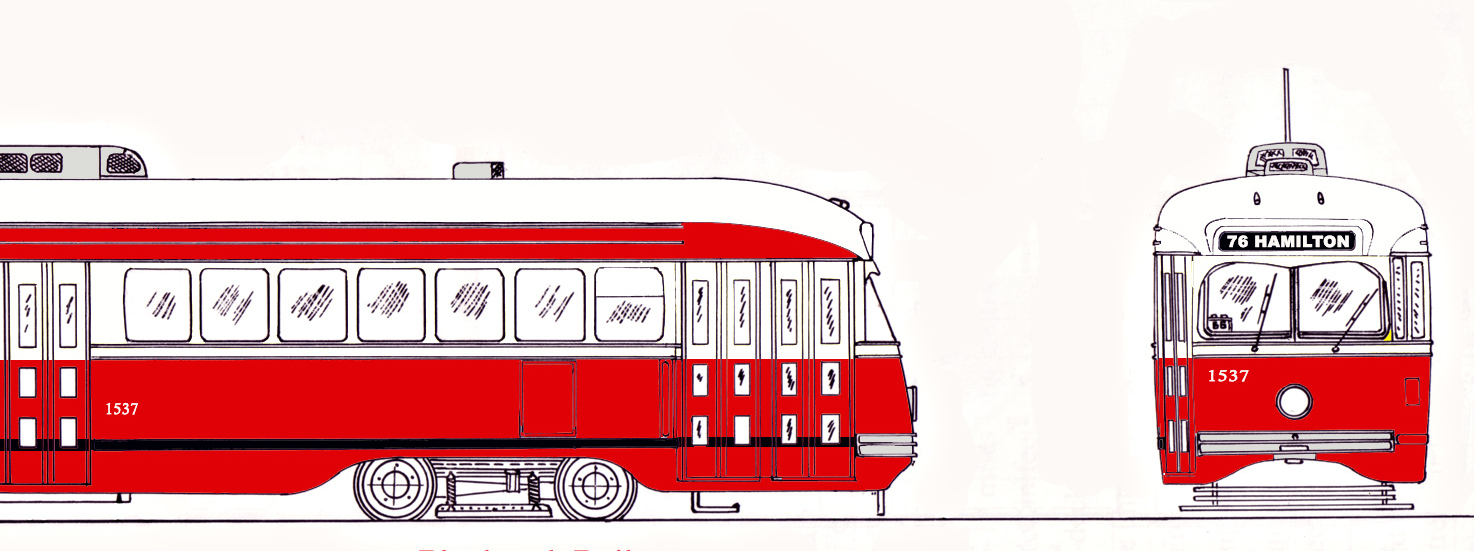
Gebruikelijk kleurenschema in Pittsburgh

Deze laatste serie lijkt nog het meest op de PCC-serie 1001–1024 van HTM (al waren de Haagse veel smaller en korter).

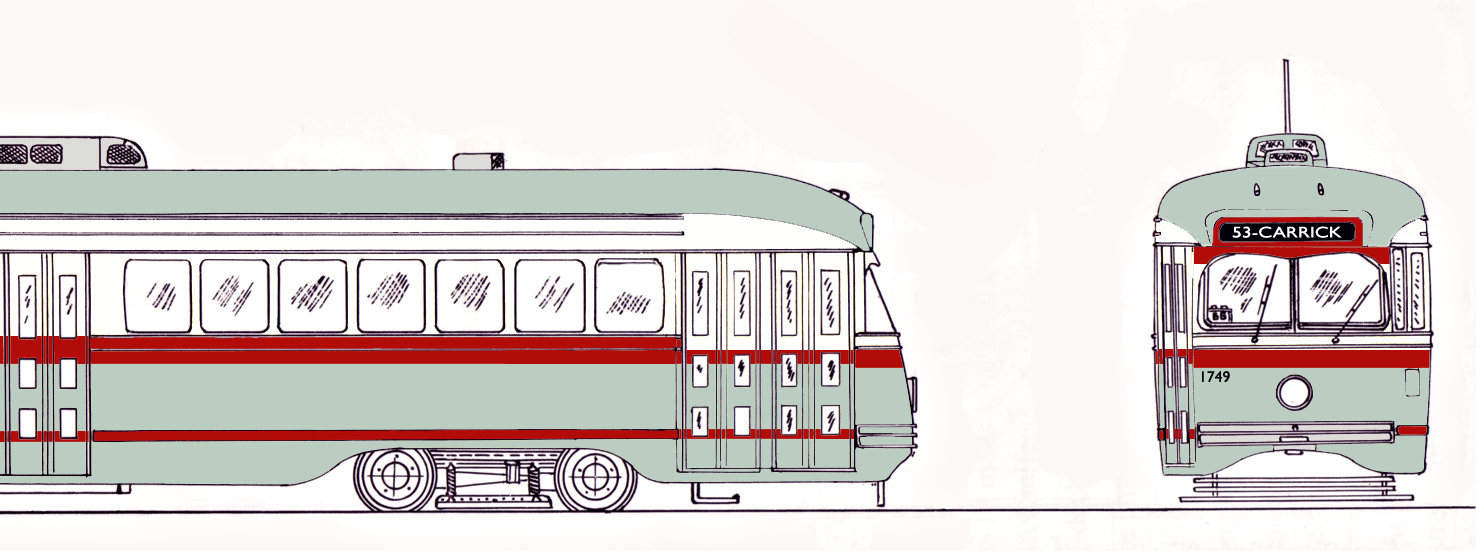
Kleurenschema in Pittsburgh na overname door PATransit